# Hermann Mucke

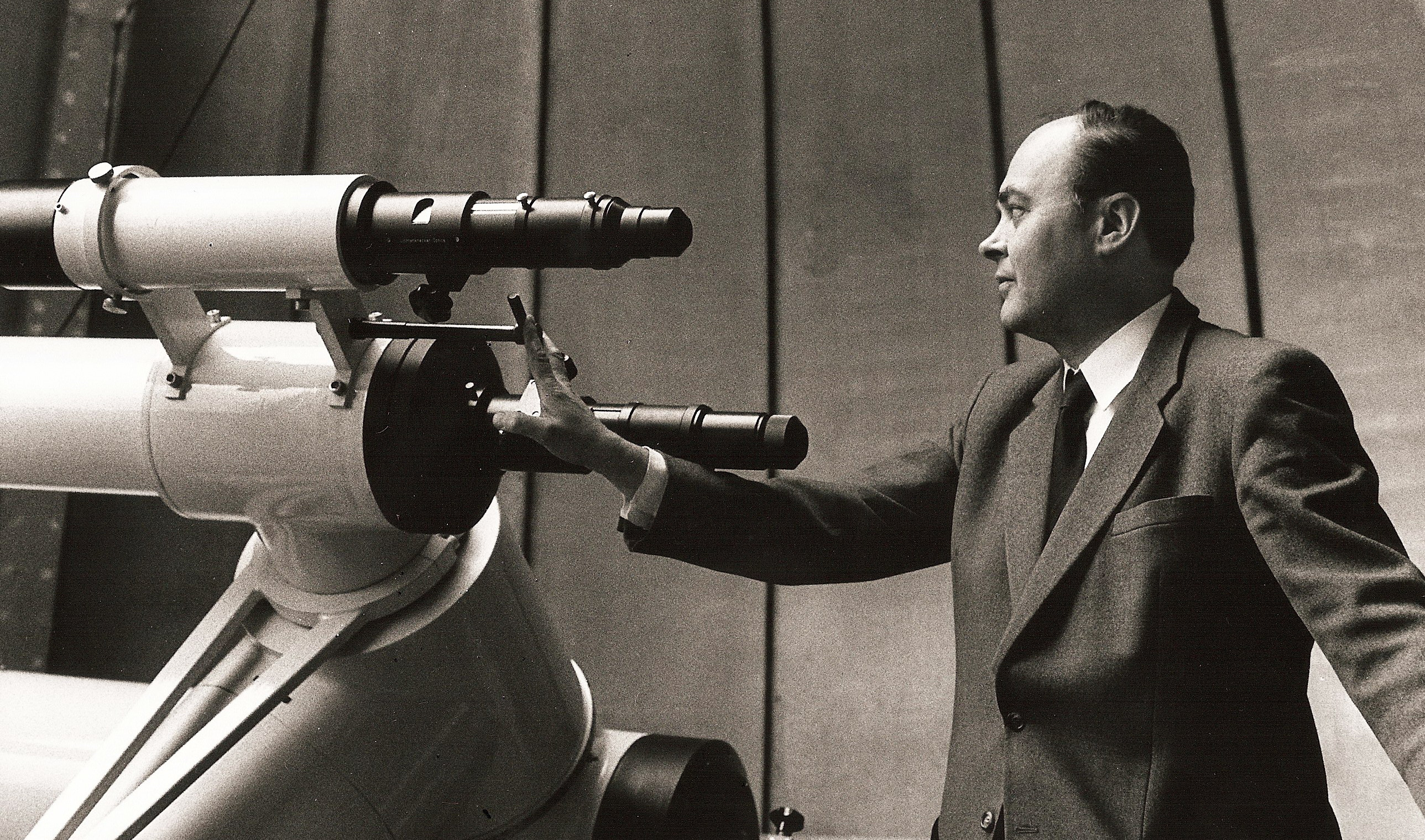
Hermann Mucke 1981 in der Urania-Sternwarte an dem von ihm entwickelten Doppelteleskop

Hermann Mucke (* 1. März 1935 in Wien; † 12. März 2019 ebenda) war ein österreichischer Astronom. Er war langjähriger Leiter des Wiener Planetariums, des Astronomischen Büros und Geschäftsführer des Österreichischen Astronomischen Vereins. Im „Ruhestand“ initiierte er die Errichtung des Sterngartens am Georgenberg (Wien 23), einer Anlage der Horizontastronomie für die freiäugige Beobachtung des Himmels.

## Leben
Mucke studierte an der Technischen Universität Wien Physik und betätigte sich schon bald in der astronomischen Volksbildung, deren Methodik er durch zahlreiche Ideen und Geräte weiterentwickelte. Anfang der 1960er-Jahre baute er mit Werner W. Weiss die Beobachtungsstation an einem Wiener Flakturm auf. 1964 wurde er Leiter des Wiener Planetariums der Stadt Wien (2. Bezirk, neben dem Riesenrad), das er zu einer international beachteten Institution machte. 1971 übernahm er auch die Leitung der Urania-Sternwarte. Er führte beide Einrichtungen bis zu seiner Pensionierung im Jahre 2000 und konnte zahlreiche junge Sternfreunde zur Mitarbeit gewinnen, unter anderem am Planetariumsprogramm Uraniastar. In Zusammenhang mit seiner Arbeit am Planetarium vertiefte sich Mucke in die astronomische Phänomenologie und Chronologie und publizierte mit Jean Meeus zwei Standardwerke über Sonnen- und Mondfinsternisse.
Zahlreiche Beobachtungsprogramme für Amateurastronomen gehen auf Mucke zurück, der für diesen in Österreich fast 2000 Personen umfassenden Kreis durch 62 Jahre ein astronomisches Jahrbuch, den Österreichischen Himmelskalender, publizierte. Er gab seit 1959 außerdem die astronomische Monatsschrift Sternenbote heraus.
Der Asteroid (7074) Muckea wurde zu seinen Ehren benannt.
Er wurde auf dem Friedhof der Feuerhalle Simmering in einem ehrenhalber gewidmeten Grab bestattet (Abt. E20, Nr. 23).
An ihn erinnert eine Gedenktafel, die vom Österreichischen Astronomischen Verein im September 2020 im Sterngarten Georgenberg (Wien) am Nordpfeiler angebracht wurde. 

## Persönliches
Hermann Mucke war mit Ruth Mucke verheiratet, die mit ihm das Astronomische Büro und verschiedene Veranstaltungen organisierte; sie starb ein Jahr nach ihm.
Als engagierter Erwachsenenbildner hielt er viele hundert Vorträge und Sternführungen, die durch ihre humorvolle und vielfältige Art sehr beliebt waren. Von vielen legendären Aussprüchen sei nur einer genannt: „Wenn Sie schon nicht selbst kommen können, bringen Sie zumindest zwei Stellvertreter mit!“
Auf ein Konzept von Muckes Lehrer Univ.-Prof. Oswald Thomas geht der „Sterngarten“ in Wien-Liesing zurück. Er wurde 1998 am Georgenberg errichtet, einem Naturschutzgebiet am Rand des Wienerwaldes. Seine beiden 16,5 m hohen Pfeiler zur Darstellung wichtiger Himmelspunkte mit Markierungen ihrer Auf- und Untergangspositionen und die umgebenden 2 × 3 Sonnensäulen zur Kennzeichnung der Sonnenauf- und -untergänge zum Beginn der Jahreszeiten bilden ein „Freiluftplanetarium“ für freiäugige Sternführungen mit Unterstützung durch digitale Projektion. Mucke und sein Team standen dort monatlich dutzenden interessierten Laien zur Verfügung.
Im Jahr 2008 plante und initiierte Mucke im Rahmen des Österreichischen Astronomischen Vereins eine automatische Meteorkamera in Martinsberg (Niederösterreich) zur fotografischen Beobachtung von Feuerkugeln. Die Meteorstation Martinsberg wurde im August 2009 eröffnet und wird in Kooperation mit dem tschechischen Observatorium Ondřejov betrieben. Auch den um 2000 errichteten Planetenweg entlang der Mauer des Lainzer Tiergartens (Wien 13 und 23) hat Mucke in seiner Entstehung fachlich begleitet.

## Werke (Auswahl)
- Das Planetarium als astronomische Analogrechenanlage (Untersuchungen am Wiener Planetarium). Annalen der Universitäts-Sternwarte Wien, Band 27, 1. Heft, 1967.
- Helle Kometen von −86 bis +1950. Astronomisches Büro Wien, 2. Auflage, 1976.
- Astronomische Phänomenologie mit dem Taschenrechner. Die Sterne. 58. Band, Heft 1, 1982, S. 30–47.
- Der Komet P/Halley als säkulare Himmelserscheinung. Die Sterne. 61. Band, Heft 5/6, 1985, S. 276–287.
- Mit J. Meeus: Canon of Solar Eclipses −2003 to +2526. Astronomisches Büro Wien, 2. Auflage, 1992.
- Mit J. Meeus: Canon of Lunar Eclipses −2002 to +2526. Astronomisches Büro Wien, 3. Auflage, 1992.
- Astronomische Kurzkalender, 1900 bis 2000. Astronomisches Büro Wien, 1998.
- Himmelskunde im Freiluftplanetarium Wien. Österreichischer Astronomischer Verein, 2002. ISBN 3-9501574-0-9.
- Astronomische Kurzkalender, 2001 bis 2051. Astronomisches Büro Wien, 2009.